# Jedwang
Jedwang (nep. जेदवाङ) – gaun wikas samiti w zachodniej części Nepalu w strefie Rapti w dystrykcie Rolpa. Według nepalskiego spisu powszechnego z 2011 roku liczył on 737 gospodarstw domowych i 3802 mieszkańców (2161 kobiet i 1641 mężczyzn).